# Werner Köttgen
Werner Köttgen ist ein deutscher Hörakustiker-Meister, Unternehmer und Funktionär.

## Leben
Werner Köttgen legte 1969 seine Meisterprüfung zum Hörgeräteakustiker ab und übernahm 1972 den von seinem Vater gegründeten Hörgeräteakustiker-Betrieb in Köln.

## Ehrenämter
Über 20 Jahre wirkte Werner Köttgen im Meisterprüfungsausschuss des Hörakustiker-Handwerks der Handwerkskammer Köln mit. Von 1974 bis 1988 engagierte er sich in verschiedenen Funktionen an der Akademie für Hörakustik. Von 2000 bis 2007 war Werner Köttgen als Geschäftsführer der Fördergemeinschaft Gutes Hören tätig. Von 1972 bis 2012 war er Vorstand der Europäischen Union der Hörakustiker (EUHA).

## Auszeichnungen
Für seine Verdienste wurde Werner Köttgen 2009 von der Handwerkskammer Köln mit dem Ehrenpreis für langjährige und zugleich vorbildliche Ausbildung bei dem Wettbewerb „TOP-Ausbildungsbetrieb“ geehrt. 2014 wurde er mit dem Heribert-Späth-Preis der Stiftung für Begabtenförderung im Handwerk ausgezeichnet.
2018 wurde ihm das Bundesverdienstkreuz am Bande als Würdigung für sein langjähriges Engagement im berufsständischen Bereich verliehen.